# Kankintú
Kankintú es un corregimiento del distrito de Kankintú en la comarca Ngäbe-Buglé, República de Panamá. La localidad tiene 5.009 habitantes (2010).